# イチモンジセセリ
イチモンジセセリ（一文字挵、Parnara guttata）はチョウ目（鱗翅目）セセリチョウ科に属するチョウの1種。特徴として後翅裏の銀紋が一文字状に並んでいるためこの名前がある。

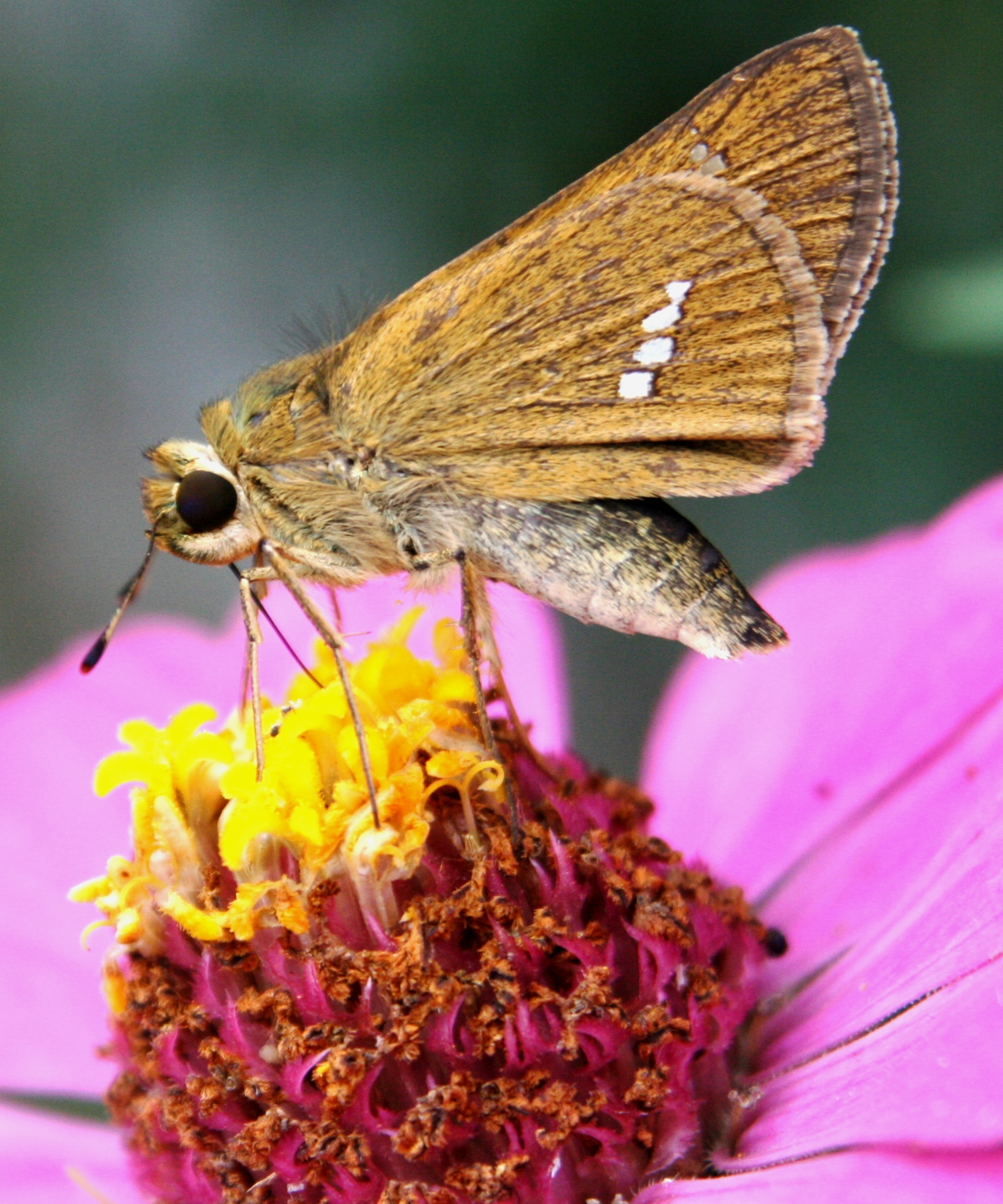
イチモンジセセリ

前翅長は約20mm。全身が茶色一色で、後翅裏に4つの銀紋が並び、和名の由来となっている。本種を含めこれら茶色のセセリチョウのグループは似かよっており、同定する際には後翅裏の模様で見ることが多い。人家周辺から里山にかけて見られ、羽音を立てて敏速に飛ぶ。花・湿地・汚物・腐果などいろいろなものに集まる。
近縁種にチャバネセセリ・オオチャバネセセリがいる。中足にトゲがない点からオオチャバネにより近いとされる。
幼虫の食草は、イネやススキ等のイネ科やカヤツリグサ科の植物である。そのためイネの害虫とされ、イネツキムシ、イネツトムシなどと呼ばれている。
イネとのつながりは前2種より本種のほうがもっとも近いとされる。
成虫は年3-5回（寒冷地2回）、6-8月頃に発生し南下、10月ごろまでいる。幼虫または蛹で越冬する。
静岡県西部の一部地域では、「チンメ」と呼ばれている。
2024年に環境省と日本自然保護協会が行った調査では、減少ペースが絶滅危惧種の基準に相当する6.9%と判明した。

## 分布
日本全土に分布するが北海道や東北北部ではあまり個体数がない。土着しているのは関東以南と思われる。
国外ではヒマラヤ・インドシナ半島・中国大陸中北部・台湾・朝鮮半島。